# Elisabeth Hjelmqvist
Elisabeth Hjelmqvist, född Feuk den 29 augusti 1868 i Gudmuntorps församling, död den 30 april 1958 i Lund, var en svensk författare. 

## Biografi
Elisabeth Hjelmqvist genomgick läroverket för flickor i Lund och medarbetade i flera olika tidskrifter, bland andra Husmodern. Hennes författarskap ägnades åt barn- och ungdomslitteratur, där motiven är realistiska och främst hämtade från Skåne.
Elisabeth Hjelmqvists föräldrar var direktören Ossian Feuk och Amanda Malmborg. Hon var syster till Mathias Feuk och Johan Feuk. År 1898 gifte hon sig med språkforskaren Theodor Hjelmqvist. De fick barnen Greta Hjelmqvist (1900–1954), Bengt Hjelmqvist (1903–2005), Hakon Hjelmqvist (1905–1999), Sven Hjelmqvist (1908–2005) och Inga Eeg-Olofsson (1909–2004).
Makarna Hjelmqvist är begravna på Klosterkyrkogården i Lund.